# Locomotiva SB 17
Le locomotive SB 17 erano locomotive a vapore con tender di costruzione austriaca per treni viaggiatori, di rodiggio 2-2-0, che la Südbahn acquisì in quattro differenti serie tra 1882 e 1901.

## Storia
Le locomotive del gruppo 17 della Ferrovia austriaca del Sud (Südbahn) vennero costruite in quattro differenti versioni a partire dal 1882, con l'ultima serie potenziata di 4 unità nel 1888 e nel 1890, dalla Floridsdorf (nella maggior parte), dalla Wiener Neustädt e dalla MAVAG nella versione 17c.
Dopo la ripartizione territoriale conseguente alla prima guerra mondiale sei ex 17b vennero consegnate all'Italia e incorporate nel parco macchine FS come gruppo 542 e il rimanente di 17b fu incorporato nella nuova ferrovia statale dell'Austria come BBÖ 103.01-13. La serie 17a (ex 302-311) fu assegnata alla Jugoslavia. Il gruppo più numeroso, il 17c, venne diviso tra Austria (BBÖ 503.01-23), Ungheria (MÁV 226.001-021), Jugoslavia (JDŽ 103.001-002). Le quattro unità dell'ultima serie, 17d, rimasero alle ferrovie austriache come BBÖ 603.01-04.
La maggior parte delle locomotive non sopravvisse agli anni trenta; in Italia furono alienate entro il 1924.

## Caratteristiche
Le locomotive 17 ricalcavano le tendenze progettuali dell'epoca di costruzione (1881-1901) relative alle macchine per servizio viaggiatori veloce: erano infatti a telaio esterno con 2 ruote di grande diametro accoppiate e carrello di guida anteriore biassiale. La caldaia forniva vapore saturo con pressione massima di 10,5 bar nella prima versione (17a), 11 bar nella seconda (17b), 13 bar nella versione più numerosa, la 17c e infine 12 bar nella piccola serie di 4 locomotive considerate versione 17d. Il motore era uguale per tutte le serie, a 2 cilindri con distribuzione a cassetto piano e meccanismo di azionamento Stephenson ma era maggiorato nel diametro e nella corsa dei cilindri nell'ultima serie (17d). Il sistema frenante era a vuoto tipo Hardy.

## Distribuzione della serie 17 per tipo
| Tipo:      | numeri assegnati dalla SB | fabbriche                           | anni di fabbricazione |
| ---------- | ------------------------- | ----------------------------------- | --------------------- |
| Gruppo 17a | 301,302-311               | Floridsdorf                         | 1881, 1882            |
| Gruppo 17b | 312-325 e 328-332         | Floridsdorf                         | 1884, 1890            |
| Gruppo 17c | 326-327,372-431           | Floridsdorf, Wiener Neustadt, MAVAG | 1890-1901             |
| Gruppo 17d | 351-354                   | Floridsdorf                         | 1888, 1890            |